# Міністерство освіти і науки України
Міністе́рство осві́ти і нау́ки Украї́ни (МОН України) — центральний орган виконавчої влади України.
Міністерство освіти і науки України є головним органом у системі центральних органів виконавчої влади, що забезпечує формування та реалізує державну політику у сферах освіти і науки, наукової, науково-технічної та інноваційної діяльності, трансферу (передачі) технологій, а також забезпечує формування та реалізацію державної політики у сфері здійснення державного нагляду (контролю) за діяльністю закладів освіти, підприємств, установ та організацій, які надають послуги у сфері освіти або провадять іншу діяльність, пов'язану з наданням таких послуг, незалежно від їх підпорядкування і форми власності.

## Історія державних органів управління освітою України/Української РСР
- Народнє секретарство освіти (1917—1918), м. Харків, з 12.02.1918 р. — м. Київ, з 27.02.1918 р. — м. Полтава, з 12.03.1918 р. — м. Катеринослав, з 22.03.1918 р. — м. Таганрог
- Відділ освіти при Тимчасовому робітничо-селянському уряді України, м. Харків (1918—1919)
- Народній комісаріят освіти Української СРР (1919—1919), м. Харків, з 21.03.1919 — м. Київ, з серпня 1919 р. — м. Чернігів
- Комісія освіти при Всеукраїнському Революційному комітеті, м. Харків (1919—1920)
- Народній комісаріят освіти УСРР (з 1933 року – Народний комісаріат освіти УСРР/УРСР) (1920—1946), м. Харків, з 1935 р. — м. Київ
- Міністерство освіти УРСР (1946—1988), м. Київ
- Міністерство народної освіти УРСР/України (1988—1992), м. Київ
- Міністерство освіти України (1992—1999), м. Київ[3]
- Міністерство освіти і науки України (1999—2010)
- Міністерство освіти і науки, молоді та спорту України було утворене 9 грудня 2010 року шляхом об'єднання Міністерства освіти і науки України та Міністерства України у справах сім'ї, молоді та спорту[4].
- Міністерство освіти і науки, молоді та спорту України було розділено 28 лютого 2013 року на Міністерство освіти і науки України та Міністерство молоді та спорту України[5].

## Місцезнаходження
Зараз Міністерство займає будівлю за адресою: Берестейський проспект, 8-10. 
Будівля є пам'яткою культурної спадщини Києва, була збудована 1936—1937 рр., до Другої світової війни у будівлі знаходилася Промислова академія (Академія радянської торгівлі).

## Структура

### Керівництво
- Міністр — Оксен Лісовий[6]
- Перший заступник Міністра — Євген Кудрявець[7]
- Заступник Міністра — Михайло Винницький (2023-2025)[8][9]
- Заступник Міністра — Андрій Вітренко[10]
- Заступник Міністра — Денис Курбатов[11]
- Заступник Міністра — Євгенія Смірнова[12]
- Заступник Міністра — Андрій Сташків[13]
- Заступник Міністра з питань цифрового розвитку, цифрових трансформацій і цифровізації — Дмитро Завгородній[14]
- Державний секретар Міністерства — Максим Ярмистий[15]

### Центральний апарат
Директорат дошкільної, позашкільної та інклюзивної освіти. Головне управління дошкільної, позашкільної та інклюзивної освіти
- Експертна група з питань інклюзивної освіти
- Експертна група з питань позашкільної освіти
- Експертна група з питань дошкільної освіти
- Відділ освіти дітей з особливими потребами
- Відділ позашкільної освіти, виховної роботи
- Відділ дошкільної освіти

Директорат шкільної освіти. Головне управління шкільної освіти
- Експертна група з питань нормативно-правового забезпечення
- Експертна група з питань освітнього процесу
- Експертна група з питань децентралізації в освіті
- Експертна група з питань моніторингу провадження реформи
- Відділ змісту освіти, мовної політики та освіти національних меншин
- Відділ взаємодії з місцевими органами влади

Директорат професійної освіти. Головне управління професійної освіти
- Експертна група з питань змісту та забезпечення якості освіти
- Експертна група з питань управління та державно-приватного партнерства
- Відділ організаційної діяльності та соціальних питань
- Відділ змісту освіти та організації освітнього процесу
- Відділ взаємодії з соціальними партнерами та регіональними органами виконавчої влади

Директорат вищої освіти і освіти дорослих. Головне управління вищої освіти
- Експертна група з питань аналітики, фінансування та міжнародних зв'язків
- Експертна група з питань нормативно-правового забезпечення вищої освіти і освіти дорослих
- Експертна група з питань розвитку кваліфікацій, освіти дорослих та педагогічної освіти
- Відділ публічних закупівель послуг у сфері вищої освіти
- Відділ змісту освіти та модернізації освітнього процесу
- Відділ координації менеджменту закладів освіти
- Відділ організаційного забезпечення та контролю

Директорат науки та інновацій. Головне управління із реалізації політик у сфері науки та інновацій
- Експертна група з питань стратегій та узгодження політик
- Експертна група з питань розвитку науки
- Експертна група з питань розвитку інновацій
- Експертна група з питань моніторингу і оцінювання наукової, науково-технічної та інноваційної діяльності
- Експертна група з питань інтеграції до Європейського дослідницького простору
- Експертна група з питань міжнародної політики та організаційно-методичного забезпечення
- Відділ розвитку науки у закладах вищої освіти
- Відділ досліджень і розробок
- Відділ моніторингу наукової та інноваційної діяльності
- Відділ розвитку дослідницької та інноваційної інфраструктури
- Відділ міжнародного співробітництва у сфері науки та інновацій

Директорат стратегічного планування та європейської інтеграції
- Експертна група з аналітики
- Експертна група з питань бюджетування
- Експертна група із супроводження політики
- Експертна група з міжнародних питань
- Експертна група з питань цифрової трансформації освіти і науки

Департамент атестації кадрів вищої кваліфікації
Департамент фінансування державних і загальнодержавних видатків
Департамент правового забезпечення
Департамент кадрового забезпечення
Департамент забезпечення документообігу, контролю та інформаційних технологій
Управління бухгалтерського обліку та звітності
Управління з питань інформаційної політики та комунікацій
Управління міжнародного співробітництва та протоколу
Патронатна служба Міністра
Відділ внутрішнього аудиту
Сектор мобілізаційної роботи, цивільного захисту та безпеки життєдіяльності
Спецсектор

### Урядові органи
- Державний департамент інтелектуальної власності
- Державна інспекція навчальних закладів України

### Наукові установи у сфері управління міністерства
- Державна наукова установа «Інститут освітньої аналітики»
- Державна наукова установа «Інститут модернізації змісту освіти» [Архівовано 30 жовтня 2019 у Wayback Machine.]
- Український інститут науково-технічної експертизи та інформації
- Український інститут інтелектуальної власності

## Дорадчі органи
- З 7 липня 2005 року при міністерстві діяла Всеукраїнська студентська рада, як консультативно-дорадчий орган.
- Перебіг формування Громадської ради:
  - Ініціативну громаду — у громадську раду. Випуск № 1 «Марієн»[недоступне посилання з липня 2019]
  - Ініціативну громаду — у громадську раду. Випуск № 4 «Знову Марієн»[недоступне посилання з липня 2019]
  - Ініціативну громаду — у громадську раду. Випуск № 5 «Перемога демократії»[недоступне посилання з липня 2019]
- Рада молодих учених [16]